# Carioca da Gema
Carioca da Gema é o primeiro álbum ao vivo da cantora e compositora brasileira Elza Soares, lançado em outubro de 1999 de forma independente, com produção musical da própria cantora.

## Antecedentes
Em 1997, Elza Soares lançou Trajetória pela Universal Music. Após o lançamento, o contrato da gravadora com a cantora foi reincidido. As vendas foram baixas, o que também motivou críticas da cantora. Por isso, Soares decidiu continuar como artista independente.

## Gravação
O álbum foi gravado ao vivo no Teatro João Caetano, Rio de Janeiro em abril de 1999 e ficou marcado como seu primeiro trabalho ao vivo da carreira. Em 2000, em entrevista a revista IstoÉ, Elza disse:

Adorei fazer aquele disco porque pela primeira vez eu dirigi, produzi, cantei, fiz tudo. Acabou ficando um trabalho com mais alma, mais coração.

## Lançamento
| Críticas profissionais | Críticas profissionais |
| Avaliações da crítica  | Avaliações da crítica  |
| Fonte                  | Avaliação              |
| ---------------------- | ---------------------- |
| Folha de S.Paulo       | [ 3 ]                  |

Carioca da Gema foi lançado de forma independente em 1999. Além de não ter sido um grande sucesso comercial, o projeto foi prejudicado pela editora Warner Chappell, que detinha os dinheiros da canção "Sá Marina". Para a editora, a canção estava reservada para Ivete Sangalo, que tinha a gravado para o álbum Ivete Sangalo, também de 1999. Com isso, 5 mil unidades de Carioca da Gema tiveram a canção e 2 mil ficaram sem.
Em entrevista a Folha de S.Paulo, Elza comentou o ocorrido:
Isso me prejudicou muito. Tivemos que parar com tudo. Foi uma porrada na boca do estômago. Eu quis prestar uma homenagem ao Wilson Simonal, que foi o criador da pilantragem com Carlos Imperial. Ninguém mais canta, ninguém mais fala da pilantragem, que era um som maravilhoso. Preparamos o CD, eu pedi permissão ao compositor de "Sá Marina", Antônio Adolfo, ele disse que tudo bem. Quando estamos com tudo preparado, meu empresário recebe o fax da Warner Chappell proibindo a música. Pô, eu, com tantos anos de carreira, já batalhei por esse país todo... O fax dizia que a música era exclusividade da Ivete Sangalo. Não vou ficar brigando com uma colega por causa de uma música. Não prejudico a vida de ninguém, assim como não quero ser prejudicada por ninguém. Investi meu próprio dinheiro, sozinha, e parou tudo. Não tenho nenhuma multinacional atrás de Elza Soares.
Numa entrevista também dada à Folha, Sangalo comentou, "A queixa de Elza é direcionada à gravadora, e em parte ela tem razão. Pela própria hierarquia da música, ela tem o direito de gravar o que bem entender. O disco já pronto, prensado, recebi a galinha pulando nos peitos. Me coloquei solidária a ela."
Em crítica publicada pela Folha de S.Paulo, o álbum foi definido como "pobre, gravado precariamente, oscilatório, o que a artista pôde oferecer como grito de sobrevivência, de fora da indústria indigente. Mas o repertório (se não a execução, jazzificada e sem muitos recursos) é irrepreensível".

Em janeiro de 2021, a gravadora Deckdisc relançou Carioca da Gema nas plataformas digitais.

## Faixas
A seguir, lista de faixas de Carioca da Gema:
1. "Abertura/Lata D'Água" (Elza Soares)
2. "Balanço Zona Sul" (Tito Madi)
3. "Malandro" (Jorge Aragão/Jotabê)
4. "Lobo Bobo" (Carlos Lyra/Ronaldo Bôscoli)
5. "Quatro Loucos Num Samba" (Cyro Monteiro/Mary Monteiro)
6. "Cadeira Vazia" (Lupicínio Rodrigues/Alcides Gonçalves)
7. "Antonico" (Ismael Silva)
8. "Castigo" (Dolores Duran)
9. "Circo Marimbondo" (Milton Nascimento/Ronaldo Bastos)
10. "Chove Chuva" (Jorge Ben Jor)
11. "O Dono da Terra" (Carlinhos Melodia/Haroldo Pereira/Vicente das Neves/Alexandre Alegria/Rono Maia)
12. "Desde Que O Samba É Samba" (Caetano Veloso)
13. "Trem das Onze" (Adoniran Barbosa)
14. "Pot-pourri: Turma Da Pilantragem / País Tropical / Meu Limão, Meu Limoeiro / Mamãe Passou Açúcar Em Mim"
15. "Hino Nacional Brasileiro"